# Sportler des Jahres 1971 (Deutschland)
Die Sportler des Jahres 1971 in der Bundesrepublik Deutschland wurden am 17. Dezember im Kurhaus Baden-Baden ausgezeichnet. Veranstaltet wurde die Wahl zum 25. Mal von der Internationalen Sport-Korrespondenz (ISK). Die Beteiligung von 621 Sportjournalisten, Rundfunk- und Fernsehreportern bedeutete einen neuen Rekord in der Stimmabgabe.
Der Schwimmer Hans Fassnacht wurde dabei als erster Sportler überhaupt zum dritten Mal in Folge als „Sportler des Jahres“ geehrt. Der belgische Radrennfahrer Eddy Merckx wurde als „Weltsportler des Jahres“ mit dem Ehrenring der Stadt Baden-Baden ausgezeichnet.

## Männer
|     | Sportler         | Sportart       | Punkte | Erfolge 1971 |
| --- | ---------------- | -------------- | ------ | --- |
| 1.  | Hans Fassnacht   | Schwimmsport   | 1864   | Mehrere Europarekorde sowie mit 2:03,3 min Weltrekord über 200 Meter Delphin                                                                 |
| 2.  | Detlef Lewe      | Kanusport      | 1176   | Weltmeister im Einer über 500 Meter und über 1000 Meter                                                                                      |
| 3.  | Uwe Beyer        | Leichtathletik | 1065   | Europameister im Hammerwurf |
| 4.  | Erhard Keller    | Eisschnelllauf | 0777   | Sprintweltmeister |
| 5.  | Berti Vogts      | Fußball        | 0747   | Fußballer des Jahres in Deutschland 1971, Deutscher Meister mit Borussia Mönchengladbach                                                     |
| 6.  | Kurt Bendlin     | Leichtathletik | 0440   | Deutscher Meister im Zehnkampf |
| 7.  | Walter Demel     | Skilanglauf    | 0366   | Deutscher Meister über 15 km |
| 8.  | Gerd Müller      | Fußball        | 0320   | DFB-Pokalsieger mit dem FC Bayern München; Berufung in die FIFA-Auswahl                                                                      |
| 9.  | Rudolf Mang      | Gewichtheben   | 0319   | Goldmedaille im Reißen und Bronzemedaille im Schwergewichts-Mehrkampf bei den Europameisterschaften in Sofia; Deutscher Meister im Mehrkampf |
| 10. | Hartwig Steenken | Springreiten   | 0296   | Europameister im Springreiten |

Insgesamt wurden 67 Sportler genannt.

## Frauen
|     | Sportlerin                | Sportart       | Punkte | Erfolge 1971 |
| --- | ------------------------- | -------------- | ------ | --- |
| 1.  | Ingrid Mickler-Becker     | Leichtathletik | 1263   | Goldmedaille und Europarekord im Weitsprung und mit der 4-mal-100-Meter-Staffel sowie Silbermedaille im 100-Meter-Lauf bei den Europameisterschaften in Helsinki; Deutsche Vizemeisterin im 100-Meter-Lauf und im Weitsprung                                                             |
| 2.  | Hildegard Falck           | Leichtathletik | 0809   | Silbermedaille mit der 4-mal-400-Meter-Staffel bei den Europameisterschaften; Europameisterin im 800-Meter-Lauf bei den Halleneuropameisterschaften; Meisterschaft und Weltrekord im 800-Meter-Lauf sowie Goldmedaille mit der 3-mal-800-Meter-Staffel bei den Deutschen Meisterschaften |
| 3.  | Heide Rosendahl           | Leichtathletik | 0700   | Goldmedaille im Fünfkampf und Bronzemedaille im Weitsprung bei den Europameisterschaften; Europameisterin im Weitsprung bei den Halleneuropameisterschaften; Deutsche Meisterin im Weitsprung                                                                                            |
| 4.  | Liselott Linsenhoff       | Dressurreiten  | 0260   | Deutsche Meisterin und Europameisterin im Einzel; Europameisterin mit der Mannschaft |
| 5.  | Ulrike Deppe              | Kanusport      | 0125   | Einzel- und Mannschaftsweltmeisterin im Kanuslalom, Silbermedaille in der Mannschaftswertung |
| 6.  | Elisabeth Demleitner      | Rennrodeln     | 0117   | Deutsche Meisterin und Weltmeisterin |
| 7.  | Heike Nagel               | Schwimmsport   | 0094   | Deutsche Meisterin über 100 und 200 Meter Schmetterlingsschwimmen |
| 8.  | Annemarie Schlosser-Flaig | Kunstradfahren | 0080   | Weltmeisterin und Deutsche Meisterin im Einer-Kunstradfahren |
| 9.  | Petra Häußler             | Rollkunstlauf  | 0029   | Weltmeisterin und Deutsche Meisterin |
| 10. | Inge Helten               | Leichtathletik | 0025   | Europameisterin mit der 4-mal-100-Meter-Staffel |

Insgesamt wurden 25 Sportlerinnen genannt.

## Mannschaften
|     | Sportler                                                                           | Sportart       | Punkte | Erfolge 1971 |
| --- | ---------------------------------------------------------------------------------- | -------------- | ------ | --- |
| 1.  | Borussia Mönchengladbach                                                           | Fußball        | 0798   | Deutscher Meister (als erste Mannschaft der Bundesliga mit erfolgreicher Titelverteidigung); 7:1 über Inter Mailand im Europapokal der Landesmeister |
| 2.  | Bodensee-Vierer (Berger, Färber, Auer, Bierl, Benter)                              | Rudern         | 0699   | Europameister |
| 3.  | 4-mal-100-Meter-Staffel der Frauen (Schittenhelm, Helten, Richter, Mickler-Becker) | Leichtathletik | 0469   | Europameister und Europarekord |
| 4.  | VfL Gummersbach                                                                    | Handball       | 0409   | Sieger des Europapokals der Landesmeister |
| 5.  | Springreiter-Equipe                                                                | Springreiten   | 0404   | Sieger des President’s Cup |
| 6.  | Frauen-Hockeynationalmannschaft                                                    | Hockey         | 0166   | Vizeweltmeister bei der Feldhockey-WM in Auckland |
| 7.  | Dressurreiter-Equipe (Linsenhoff, Neckermann, Klimke)                              | Dressurreiten  | 0111   | Europameister |
| 8.  | Fußballnationalmannschaft                                                          | Fußball        | 0105   | Gruppensieger in der EM-Qualifikation |
| 9.  | Frauen-Handballteam des 1. FC Nürnberg                                             | Handball       | 0094   | Deutscher Meister im Feldhandball (Kleinfeld) |
| 10. | EV Füssen                                                                          | Eishockey      | 0067   | Deutscher Meister |

Insgesamt wurden 29 Mannschaften genannt.